# Andrew Davenport
Andrew Davenport (Folkestone, 10 de junho de 1965) é um produtor, escritor, compositor e ator britânico.
Nasceu em Folkestone e estudou fonoaudiologia na University College London. No final da década de 1980, criou uma companhia de teatro e apresentou-se em várias cidades europeias. Na década de 1990, começou a criar e escrever programas para televisão, tornando-se sucessos programas infantis como "In the Night Garden..." e "Teletubbies".

## Prêmios
- Ganhou em 1997, o prêmio Children's Entertainment Award, pela criação da série Teletubbies.[4]
- Em 2007 e 2008 venceu o prêmio Best pré-school live action award pelo programa infantil In the night garden[5][6].